# Julius Ruska
Julius Ferdinand Ruska (* 9. Februar 1867 in Bühl; † 11. Februar 1949 in Schramberg) war ein deutscher Orientalist, Wissenschaftshistoriker und Pädagoge.

## Leben und Werk
Julius Ruska wurde als Sohn von Ferdinand Ruska (1826–1901), Lehrer in Grafenhausen und Bühl, und Julie Ruska (1832–1890), geborene Saas, geboren.
Er besuchte das Gymnasium in Rastatt und studierte ab 1884 an den Universitäten Straßburg, Heidelberg und Berlin. Zunächst von 1889 bis 1910 als Lehrer für Mathematik und Naturwissenschaften am Kurfürst-Friedrich-Gymnasium in Heidelberg tätig, begann er das Studium altorientalischer Sprachen mit dem Ziel, die Geschichte der Wissenschaften im Islam zu erforschen. 1895 folgte seine Promotion zum Doktor der Philosophie mit der Arbeit Das Quadrivium aus Severus bar Sakku’s Buch der Dialoge. In den Jahren von 1908 bis 1913 war Ruska Herausgeber der Zeitschrift Das Pädagogische Archiv.
Für die abschließende Bearbeitung und Publikation des Werkes Das Evangelium des Johannes nach der syrischen im Sinaikloster gefundenen Palimpsesthandschrift seines 1909 verstorbenen Schwiegervaters Adalbert Merx ließ sich Ruska ein Jahr vom Schuldienst freistellen. 1911 habilitierte er sich für semitische Philologie mit dem Werk Das Steinbuch des Aristoteles. 1915 wurde er zum außerordentlichen Professor der Universität Heidelberg ernannt.
1921 entdeckte Ruska eine Abschrift des Werkes  Geheimnis der Geheimnisse des im Mittelalter lebenden persischen Arztes und Alchimisten Rhazes (Al-Râzî, Abû Bakr Muhammed ibn Zakariyâ). 1924 gründete Ruska das Institut für Geschichte der Naturwissenschaft der von-Portheim-Stiftung in Heidelberg. Ab 1927 war er Honorarprofessor an der Universität Berlin und Direktor des neu gegründeten Forschungsinstituts für Geschichte der Naturwissenschaften. Im selben Jahr wurde er zum Mitglied der Deutschen Akademie der Naturforscher Leopoldina gewählt. 1931 folgte ein Zusammenschluss des Instituts in dem neuen Institut für Geschichte der Medizin und der Naturwissenschaften. Ruska leitete dort die Abteilung Geschichte der Naturwissenschaften und arbeitete mit dem Mediziner und Wissenschaftshistoriker Paul Diepgen (Leiter Abteilung Geschichte der Medizin) zusammen. 1938 folgte seine Emeritierung.
Ruskas bekannteste Arbeit ist die Herausgabe und Kommentierung der Tabula Smaragdina (1927) und der Turba Philosophorum (1931). 1917 erschien sein Zur ältesten arabischen Algebra und Rechenkunst.
Während der Bombenangriffe auf Berlin siedelte Julius Ruska mit seiner Frau Elisabeth (1874–1945) zu den Schwiegereltern seines Sohnes Ernst Ruska nach Schramberg im Schwarzwald über, wo er bis zu seinem Tode lebte.
Julius Ruska hatte sieben Kinder mit seiner Frau Elisabeth, darunter den erwähnten Ernst Ruska (1906–1988, Nobelpreisträger für Physik) und Helmut Ruska (1908–1973, Pionier der Elektronenmikroskopie). Er war außerdem der Schwiegervater Bodo von Borries' (1905–1956), eines weiteren Vaters der Elektronenmikroskopie.
Er veröffentlichte auch über Geologie und Mineralogie.

## Schriften (Auswahl)
- Geologische Streifzüge in Heidelbergs Umgebung. Nägele, Leipzig 1908.
- Das Steinbuch des Aristoteles, mit literaturgeschichtlichen Untersuchungen nach der arabischen Handschrift der Bibliotheque Nationale. Carl Winter, Heidelberg 1912.
- Grundzüge der Mineralogie. Quelle und Meyer, 1913; 2. Auflage ebenda 1921.
- Zur ältesten arabischen Algebra und Rechenkunst. In: Sitzungsberichte der Heidelberger Akademie der Wissenschaften, phil.-hist. Kl. 1917.
- Griechische Planetendarstellungen in arabischen Steinbüchern. In: Sitzungsber. Heidelberger Akad. Wiss. 1919.
- Methodik des mineralogisch-geologischen Unterrichts. Enke, 1920.
- Al Razi (Rhases) als Chemiker. In: Zeitschrift für angewandte Chemie. 35 (103), 1922, S. 719–721, ISSN 0932-2132
- Sal ammoniacus, nušādir und Salmiak. In: Sitzungsberichte der Heidelberger Akademie der Wissenschaften: phil.-historische Klasse. Band 14, 1923, Nr. 5, S. 3–23.
- Arabische Alchemisten I: Khalid ibn Yazid ibn Muawiya. Heidelberger Akten der von Portheim Stiftung, Heft 6, 1924
- Arabische Alchemisten II, Ja'far al Sādiq, der sechste Imām. Heidelberger Akten der von-Portheim-Stiftung, Heft 10, 1924
  - Beide auch als Arabische Alchemisten. Winter, Heidelberg 1924; Nachdruck Sändig, Wiesbaden 1967.
- Tabula Smaragdina. Ein Beitrag zur Geschichte der hermetischen Literatur (= Heidelberger Akten der von-Portheim-Stiftung. Heft 16). Heidelberg 1926.
- als Herausgeber: Studien zur Geschichte der Chemie. (Festschrift Edmund von Lippmann). Springer Verlag, 1927.
- Jābir ibn Hayyān und seine  Beziehungen zum Imām Ja'far al Sādiq, in: Der Islam, Band 16, 1927, S. 264–266
- mit P. Kraus: Der Zusammenbruch der Jābir-Legende, 1930
- Turba philosophorum: Ein Beitrag zur Geschichte der Alchemie. In: Quellen und Studien Zur Geschichte der Naturwissenschaften und der Medizin. Band 1, 1931.
- Arabische Giftbücher. In: Fortschritte der Medizin. 1932, S. 524 f., 615 f. und 794 f.
- Über Nachahmung von Edelsteinen. In: Quellen und Studien zur Geschichte der Naturwissenschaften und der Medizin. Band 3, 1933, S. 108–119.
- Die Alchemie des Avicenna. In: Isis. Band 21, 1934, S. 14–51.
- als Übersetzer und Bearbeiter: Al-Rāzī’s Buch Geheimnis der Geheimnisse. In: Quellen und Studien zur Geschichte der Naturwissenschaften und der Medizin. Band  4, 1935, S. 153–238.
- Das Buch der Alaune und Salze. Ein Grundwerk der spätlateinischen Alchemie. Verlag Chemie, Berlin 1935.
- Al-Rāzī’s Buch Geheimnis der Geheimnisse. 1937 (deutsche Übersetzung und Kommentar).
- Pseudoepigraphe Rasis-Schriften. In: Osiris. Band 7, 1939, S. 31–94.